# Амагон (Арканзас)
Амагон (англ. Amagon) — місто (англ. town) в США, в окрузі Джексон штату Арканзас. Населення — 69 осіб (2020).

## Географія
Амагон розташований на висоті 68 метрів над рівнем моря за координатами 35°33′47″ пн. ш. 91°6′34″ зх. д. / 35.56306° пн. ш. 91.10944° зх. д. (35.563185, -91.109424).  За даними Бюро перепису населення США в 2010 році місто мало площу 0,29 км², уся площа — суходіл.

## Демографія
Згідно з переписом 2010 року, у місті мешкало 98 осіб у 44 домогосподарствах у складі 23 родин. Густота населення становила 341 особа/км².  Було 54 помешкання (188/км²). 
Расовий склад населення:
| - 93,9 % — білих - 3,1 % — корінних американців |

До двох чи більше рас належало 3,1 %. Іспаномовні складали 3,1 % від усіх жителів.
За віковим діапазоном населення розподілялося таким чином: 19,4 % — особи молодші 18 років, 62,2 % — особи у віці 18—64 років, 18,4 % — особи у віці 65 років та старші. Медіана віку мешканця становила 48,5 року. На 100 осіб жіночої статі у місті припадало 117,8 чоловіків;  на 100 жінок у віці від 18 років та старших — 88,1 чоловіків також старших 18 років.
Середній дохід на одне домашнє господарство  становив 25 476 доларів США (медіана — 23 750), а середній дохід на одну сім'ю — 36 568 доларів (медіана — 27 188). За межею бідності перебувало 21,6 % осіб, у тому числі 45,5 % дітей у віці до 18 років та 0,0 % осіб у віці 65 років та старших.
Цивільне працевлаштоване населення становило 22 особи. Основні галузі зайнятості: транспорт — 40,9 %, роздрібна торгівля — 13,6 %, оптова торгівля — 9,1 %, публічна адміністрація — 9,1 %.
За даними перепису населення 2000 року в Амагоні проживало 95 осіб, 29 сімей, налічувалося 39 домашніх господарств і 49 житлових будинків. Середня густота населення становила близько 316,7 осіб на один квадратний кілометр. Расовий склад містечка за даними перепису розподілився таким чином: 93,68 % білих, 6,32 % — інших народностей. Іспаномовні склали 6,32 % від усіх мешканців містечка.
З 39 домашніх господарств в 28,2 % — виховували дітей віком до 18 років, 61,5 % представляли собою подружні пари, які спільно проживають, в 15,4 % сімей жінки проживали без чоловіків, 23,1 % не мали сімей. 20,5 % від загального числа сімей на момент перепису жили самостійно, при цьому 15,4 % склали самотні літні люди у віці 65 років та старше. Середній розмір домашнього господарства склав 2,44 особи, а середній розмір родини — 2,83 особи.
Населення містечка за віковим діапазоном за даними перепису 2000 року розподілилося таким чином: 23,2 % — жителі молодше 18 років, 5,3 % — між 18 і 24 роками, 21,1 % — від 25 до 44 років, 31,6 % — від 45 до 64 років і 18,9 % — у віці 65 років та старше. Середній вік мешканця склав 46 років. На кожні 100 жінок в Амагоні припадало 72, 7 чоловіків, у віці від 18 років та старше — 87,2 чоловіків також старше 18 років.
Середній дохід на одне домашнє господарство в містечкі склав 15 938 доларів США, а середній дохід на одну сім'ю — 18 750 доларів. При цьому чоловіки мали середній дохід в 17 083 долара США на рік проти 12  500 доларів середньорічного доходу у жінок. Дохід на душу населення в містечкі склав 10 294 долара на рік. Всі родини Амагона мали дохід, що перевищує рівень бідності, 20,5 % від усієї чисельності населення перебувало на момент перепису населення за межею бідності, при цьому 28,6 % з них були молодші 18 років і 33,3 % — у віці 64 років та старше.